# Basilodes pepita
Basilodes pepita är en fjärilsart som beskrevs av Achille Guenée 1852. Basilodes pepita ingår i släktet Basilodes och familjen nattflyn. Inga underarter finns listade i Catalogue of Life.